# Eishockey-Landesliga Bayern 2015/16
Die Eishockey-Landesliga Bayern 2015/16 wurde unter dem Dach des Bayerischen Eissportverbandes (BEV) organisiert und ist nach der DEL, DEL2, Oberliga und Bayernliga eine der fünfthöchsten Spielklassen im deutschen Eishockey.

## Saisonverlauf
Die Eishockey-Landesliga 2015/16 war die 68. Ausspielung dieser Liga. Meister sowie Aufsteiger in die Bayernliga 2016/17 wurde der TSV Erding. Da in dieser Saison drei Bayernligisten in die Oberliga Süd aufstiegen, konnten neben dem Bayernligameister auch noch der Vizemeister EHF Passau und der Drittplatzierte EA Schongau in die Bayernliga 2016/17 nachrücken. Die Absteiger waren der TSV Schliersee und der DEC Frillensee Inzell. Da sich der EHC Bayreuth 1b und der EC Oberstdorf zurücksogen, konnten der VER Selb 1b und ESV Burgau 2000 in der Liga verbleiben.

### Modus
In der Saison 2015/16 wurde im Gegensatz zur Vorsaison die Landesliga in 3 Vorrundengruppen zu 9 bzw. 10 Mannschaften als Einfachrunde ausgespielt. Nach der Vorrunde qualifizierten sich die ersten vier Mannschaften aller Gruppen für die Zwischenrunde – die in 2 Gruppen zu je 6 Mannschaften ausgespielt wurde, während die Mannschaften auf Platz 5 bis 10 aller Gruppen in einer weiteren gemeinsamen Einfachrunde die Absteiger in die Bezirksliga ausspielten. In der Zwischenrunde wurden in einer Einfachrunde die 8 Teilnehmer an den Playoffs ermittelt. In den Playoffs wurde im Modus „Best of Three“ der Meister der Landesliga und zugleich Direktaufsteiger in die Bayernliga ausgespielt. Der Vizemeister qualifizierte sich für die Relegation gegen den Vorletzten der Bayernliga. Absteiger waren die beiden Letztplatzierten je Gruppe.

## Teilnehmer
Nicht mehr dabei waren die Aufsteiger der Vorsaison. Neu hinzukamen zwei Absteiger aus der Bayernliga und die Aufsteiger aus der Bezirksliga.

### Platzierungen Hauptrunde
| Landesliga Nord/Ost | Landesliga Mitte | Landesliga Süd/West |
| --- | --- | --- |
|  1. Erding Gladiators (A) - 2. ERV Schweinfurt - 3. ERSC Amberg - 4. EC Bad Kissingen - 5. ESC Haßfurt - 6. VER Selb 1b - 7. EHC 80 Nürnberg (A) - 8. EHC Bayreuth 1b (N) |  1. EHF Passau - 2. ESC Vilshofen - 3. EV Fürstenfeldbruck - 4. EV Dingolfing - 5. SC Reichersbeuern - 6. SG TSV Schliersee/ TEV Miesbach 1b (N) - 7. EHC Bad Aibling - 8. DEC Frillensee Inzell - 9. TSV Trostberg - 10 EC Bad Tölz 1b |  1. EHC Königsbrunn - 2. EA Schongau - 3. EV Pfronten - 4. VfE Ulm/Neu-Ulm (N) - 5. ESC Kempten - 6. EV Bad Wörishofen - 7. SC Forst - 8. EC Oberstdorf - 9. ESV Burgau 2000 |

 Gruppensieger, (A) = Absteiger aus der Bayernliga, (N) = Neu in der Liga
 Meisterrundenteilnehmer fett gedruckt, Abstiegsrundeneilnehmer sind die Plätze 5 bis 8, 9, 10 je Gruppe

### Platzierungen Meister- und Abstiegsrunde
| Meisterrunde Gruppe A | Meisterrunde Gruppe B                                                                                        | Abstiegsrunde Gruppe A | Abstiegsrunde Gruppe B |
| --- | --- | --- | --- |
|  1. Erding Gladiators - 2. ERV Schweinfurt - 3. EC Bad Kissingen - 4. EV Fürstenfeldbruck - 5. ESC Vilshofen - 6. ERSC Amberg |  1. EHF Passau  2. EA Schongau - 3. EV Dingolfing - 4. EV Pfronten - 5. EHC Königsbrunn - 6. VfE Ulm/Neu-Ulm | - 1. Bad Aibling - 2. EHC 80 Nürnberg - 3. ESC Haßfurt - 4. EC Bad Tölz 1b  5. EHC Bayreuth 1b (R) - 6. VER Selb 1b  7. TSV Schliersee | - 1. SC Reichersbeuern - 2. TSV Trostberg - 3. EV Bad Wörishofen - 4. SC Forst  5. EC Oberstdorf (R) - 6. ESC Kempten - 7. ESV Burgau  8. DEC Frillensee Inzell |

Playoffteilnehmer fett gedruckt, (R) = Rückzug  Bayerischer LL-Meister/Aufsteiger  Bayerischer LL-Vizemeister/Aufsteiger  Aufsteiger  Absteiger

### Meister-Playoffs
Alle Playoffspiele wurden im Best-of-Three-Modus ausgetragen.

|  | Viertelfinale | Viertelfinale       | Viertelfinale   | Viertelfinale | Viertelfinale | Viertelfinale | Viertelfinale |    |             | Halbfinale | Halbfinale | Halbfinale | Halbfinale | Halbfinale | Halbfinale | Halbfinale |  |  | Finale | Finale | Finale | Finale | Finale | Finale | Finale |
|  |               |                     |                 |               |               |               |               |    |             |            |            |            |            |            |            |            |  |  |        |        |        |        |        |        |        |
|  | A1            | TSV Erding          | 5               | 9             | -             | /             | 2             |    |             |            |            |            |            |            |            |            |  |  |        |        |        |        |        |        |        |
|  | B4            | EV Pfronten         | 0               | 0             | -             | /             | 0             |    |             |            |            |            |            |            |            |            |  |  |        |        |        |        |        |        |        |
|  | B4            | EV Pfronten         | 0               | 0             | -             | /             | 0             | A1 | TSV Erding  | 7          | 5          | -          | /          | 2          |            |            |  |  |        |        |        |        |        |        |        |
|  |               |                     |                 |               |               |               |               | A1 | TSV Erding  | 7          | 5          | -          | /          | 2          |            |            |  |  |        |        |        |        |        |        |        |
|  |               | B2                  | EA Schongau     | 4             | 3             | -             | /             | 0  |             |            |            |            |            |            |            |            |  |  |        |        |        |        |        |        |        |
|  | B1            | B2                  | EA Schongau     | 4             | 3             | -             | /             | 0  | EHF Passau  | 7          | 3          | 4          | /          | 2          |            |            |  |  |        |        |        |        |        |        |        |
|  | B1            |                     |                 |               |               |               |               |    | EHF Passau  | 7          | 3          | 4          | /          | 2          |            |            |  |  |        |        |        |        |        |        |        |
|  | A4            | EV Fürstenfeldbruck | 4               | 10            | 1             | /             | 1             |    |             |            |            |            |            |            |            |            |  |  |        |        |        |        |        |        |        |
|  |               |                     |                 |               |               |               |               | A1 | TSV Erding  | 8          | 2          | -          | /          | 2          |            |            |  |  |        |        |        |        |        |        |        |
|  |               | B1                  | EHF Passau      | 0             | 5             | -             | /             | 0  |             |            |            |            |            |            |            |            |  |  |        |        |        |        |        |        |        |
|  | A2            | ERV Schweinfurt     | 5               | 5             | -             | /             | 2             |    |             |            |            |            |            |            |            |            |  |  |        |        |        |        |        |        |        |
|  | B3            | EV Dingolfing       | 1               | 0             | -             | /             | 0             |    |             |            |            |            |            |            |            |            |  |  |        |        |        |        |        |        |        |
|  | B3            | EV Dingolfing       | 1               | 0             | -             | /             | 0             | B1 | EHF Passau  | 7          | 2          | -          | /          | 2          |            |            |  |  |        |        |        |        |        |        |        |
|  |               |                     |                 |               |               |               |               | B1 | EHF Passau  | 7          | 2          | -          | /          | 2          |            |            |  |  |        |        |        |        |        |        |        |
|  |               | A2                  | ERV Schweinfurt | 1             | 1             | -             | /             | 0  |             |            |            |            |            |            |            |            |  |  |        |        |        |        |        |        |        |
|  | B2            | A2                  | ERV Schweinfurt | 1             | 1             | -             | /             | 0  | EA Schongau | 5          | 2          | 3          | /          | 2          |            |            |  |  |        |        |        |        |        |        |        |
|  | B2            |                     |                 |               |               |               |               |    | EA Schongau | 5          | 2          | 3          | /          | 2          |            |            |  |  |        |        |        |        |        |        |        |
|  | A3            | EC Bad Kissingen    | 2               | 4             | 2             | /             | 1             |    |             |            |            |            |            |            |            |            |  |  |        |        |        |        |        |        |        |

- Bayerischer Landesligameister mit Aufstiegsrecht TSV Erding
- Bayerischer Landesliga-Vizemeister EHF Passau und qualifiziert für die Aufstiegsrelegation.
- Platz 3 EA Schongau

### Relegation Bayernliga – Landesliga
Die Relegationsspiele wurden im Best-of-Three-Modus ausgetragen.
Die Wanderers Germering – Vorletzter der Bayernliga-2015/16 – spielte gegen den Vizemeister der Landesliga Bayern.
| Spielpaarung                     | Serie | Spiel 1 | Spiel 2 | Spiel 3 |
| -------------------------------- | ----- | ------- | ------- | ------- |
| EHF Passau – Wanderers Germering | 1:2   | 2:4     | 3:2     | 2:5     |

Die Mannschaft von Wanderers Germering war damit sportlich für die Bayernliga 2016/17 qualifiziert.